# Miodio
Miodio is een Italiaanse band. In 2008 namen ze voor San Marino deel aan het Eurovisiesongfestival.

## De band
Miodio bestaat uit zanger en tekstschrijver Nicola Della Valle, gitarist Paolo Macina, bassist Andrea Marco Pollice, toetsenist en componist Francesco Sancisi en drummer Alessandro Gobbi. De groep bestaat sinds 2002 en heeft sindsdien vele optredens gegeven en meegedaan aan diverse festivals in binnen- en buitenland. Zo waren ze onder andere de winnaar van het 17e San Marino festival.

## Eurovisiesongfestival
In 2007 besloot het dwergstaatje San Marino om in 2008 voor het eerst een deelnemer af te vaardigen naar het Eurovisiesongfestival. Omroep RTV San Marino besloot hun inzending intern te kiezen uit een open inschrijving. Onder de inzenders waren onder andere Jalisse (ESF 1997) en de Nederlandse Leonie Kuizenga (Poolse voorronde 2006). De keuze viel op de groep Miodio met het nummer Complice. In de eerste halve finale voor het Eurovisiesongfestival op 20 mei eindigde Miodio met vijf punten (2 uit Andorra, 3 van de Grieken) op de laatste plaats.
Zanger Nicola Della Valle was in 2011 nog te zien in de finale van het Eurovisiesongfestival, waar hij de punten voor San Marino voorlas.

## Discografie
In 2007 brachten ze hun eerste single uit en in 2008 verscheen hun eerste (EP-)album. In 2009 verscheen een album met de titel:  Avantagarde met 12 nummers waaronder Complice en Oltre Le Nuvole, een Italiaanse cover van Dincolo di Nori van Dan Bittman, de Roemeense songfestivalinzending van 1994.
2008: Miodio · 
2011: Senit · 
2012: Valentina Monetta · 
2013: Valentina Monetta · 
2014: Valentina Monetta · 
2015: Michele Perniola & Anita Simoncini · 
2016: Serhat · 
2017: Valentina Monetta & Jimmie Wilson · 
2018: Jessika feat. Jenifer Brening · 
2019: Serhat · 
2021: Senhit feat. Flo Rida · 
2022: Achille Lauro · 
2023: Piqued Jacks · 
2024: Megara · 
2025: Gabry Ponte